# 50 złotych Jan Paweł II
50 złotych Jan Paweł II – polski banknot kolekcjonerski o nominale pięćdziesięciu złotych, wprowadzony do obiegu 16 października 2006 roku, zarządzeniem z 9 października 2006 r.

## Awers
Na awersie banknotu został umieszczony portret Jana Pawła II z krzyżem pasterskim na tle globu ziemskiego, co symbolizuje uniwersalność pontyfikatu. Papież, ubrany w szaty pontyfikalne, wykonuje gest pozdrowienia. W ręku trzyma pastorał, jako symbol władzy papieskiej.

## Rewers
Rewers banknotu przedstawia epizod, który miał miejsce w trakcie Mszy Świętej inaugurującej pontyfikat Jana Pawła II. Podczas składania tzw. homagium przez kardynała Stefana Wyszyńskiego, Jan Paweł II podniósł się i w pamiętnym geście wyraził swój szacunek dla Prymasa Polski. Po prawej stronie tej sceny został umieszczony cytat z Listu do Polaków, który nazajutrz po tym wydarzeniu Jan Paweł II odczytał podczas spotkania z rodakami w watykańskiej Auli Pawła VI:

Nie byłoby
na Stolicy Piotrowej
tego papieża Polaka
[...], gdyby nie było
Twojej wiary,
nie cofającej się
przed więzieniem
i cierpieniem
Twojej heroicznej nadziei...

. Pod cytatem widnieje faksymile podpisu papieża oraz data wypowiedzenia tych słów – 23.10.1978. Widoczny pod tekstem kontur klasztoru na Jasnej Górze ma podkreślać rolę sanktuarium jasnogórskiego w dziejach Polski, historii życia Ojca Świętego i Prymasa Tysiąclecia. Pod sylwetkami obydwu postaci umieszczono na wstęgach dewizę biskupią każdego z nich: Jana Pawła II – „Totus Tuus” oraz kardynała Wyszyńskiego – „Soli Deo”.

## Nakład
Polska Wytwórnia Papierów Wartościowych wydrukowała 2 000 000 banknotów, o wymiarach 144 mm x 72 mm, wg projektu Andrzeja Heidricha.

## Opis
Jest to 1. banknot kolekcjonerski wydany przez PWPW i upamiętnienia 28. rocznicę wyboru Karola Wojtyły na papieża.

## Zabezpieczenia
Banknot ma zabezpieczenia takie jak:
- znak wodny – wizerunek herby papieża Jana Pawła II
- nitka zabezpieczająca z powtarzającym się napisem „50 ZŁ”
- mikrodruk – napisy „RZECZPOSPOLITA POLSKA”, „RP”, „50 ZŁ”, nazwy państw, które odwiedził Jan Paweł II
- recto-verso – uzupełniający się z obu stron motyw Kluczy Piotrowych
- efekt kątowy – napis „JP II” widoczny w zależności od kąta patrzenia
- farba zmienna optycznie – liczba „50” zmieniająca barwę w zależności od kąta patrzenia
- znak UV – numeracje oraz niektóre elementy graficzne
- oznaczenie dla niewidomych – siedem wypukłych, równoległych pionowych linii